# Edenred
Edenred (fino al 2010 Accor Services) è un'azienda multinazionale operante nel settore dei servizi per le imprese, per il settore pubblico e per i privati.

## Storia
Jacques Borel lancia all'inizio degli anni 1960 il «Ticket Restaurant» e nel 1982 la sua azienda entra nel "Groupe Novotel SIEH". Nel 1983 il "Groupe Novotel SIEH - Jacques Borel International" cambia nome e diventa Accor. Nel 1998 Ticket Restaurant diventa Accor Services. Essa è stata fondata nel 2010 attraverso l'esternalizzazione della filiale Accor Services da parte della capogruppo Accor. La nuova azienda, ribattezzata "Edenred" è stata poi quotata alla borsa di Parigi il 2 luglio 2010.
I buoni pasto sono comunemente chiamati «Ticket Restaurant», tuttavia questo è un marchio registrato appartenente ad Edenred.